# Prosevania pusilla
Prosevania pusilla är en stekelart som först beskrevs av August Schletterer 1889.  Prosevania pusilla ingår i släktet Prosevania och familjen hungersteklar. Inga underarter finns listade i Catalogue of Life.